# Kommunalarbetaren
Kommunalarbetaren (KA) är en svensk tidskrift och medlemstidning för fackförbundet Svenska kommunalarbetareförbundet (Kommunal), som grundades 1910. Tidningen utkommer med 20 nummer per år och har en upplaga på cirka 534 000 (TS helår 2014). Tidningen speglar och granskar medlemmarnas villkor och vardag i nyheter, reportage och debatt. Den har en självständig nätupplaga som delvis bygger på tidningens innehåll. Nätupplagan hade premiär 1999. Sedan 2021 är Anna Körnung tidningens chefredaktör och ansvarig utgivare.
Kommunalarbetaren produceras sedan 2015 av LO Mediehus AB.

## Redaktörer
- Ludvig Nordgren (1910–1933, tillika förbundets förtroendeman (ordförande))
- Redaktörslöst (1933–1939)
- Erik Andersson (1939–1952, den förste som anställdes som redaktör)
- Hans Backman (1953–1971)
- Åge Jensen (1972–1980), som blev tidningens förste ansvarige utgivare 1973.
- Marianne Millgårdh (1980–1983)
- Gunilla Wettergren (1983–1997)
- Liv Beckström (1998–2014)
- Susanna Lundell (2014–2020)
- Thelma Kimsjö (2020–2021)
- Anna Körnung (2021–)

## Priser och utmärkelser
2000 vann tidningens nätupplaga Svenska Publishingpriset i klassen "Bästa nättidning".
2006 utsågs Kommunalarbetaren till Årets tidskrift i kategorin fackpress.
2018 vann Kommunalarbetaren Tidskriftspriset i kategorin "Årets grepp", för novellsamlingen Det här får de inte på banken. Boken kom till efter att tidningen utlyst en novelltävling bland sina läsare. Den innehåller 24 av novellerna som skickades in.